# دومانيانو
دومانيانو (بالإنجليزية: Domagnano)‏ هي بلدية في سان مارينو، تتبع سان مارينو، بلغ عدد سكانها 3٬319 نسمة، في 2013، تبلغ مساحتها 6٫62 كيلومتر مربع، رمزها البريدي هو RSM-47895.

## الموقع
تشترك في الحدود مع:
- فيتانو
- سرافاله
- بورغو ماجيوري
- كوريانو.